# Vidal Blanc
Die Weißweinsorte Vidal Blanc ist eine Neuzüchtung des französischen Züchters Jean-Louis Vidal. Es handelt sich um eine Kreuzung von Ugni Blanc (Trebbiano Toscano) und Rayon d’Or (= Seibel-Rebe 4986); sie ist somit über die Sorte Rayon d’Or eine Hybridrebe. Die Sorte ist in den 1930er Jahren entstanden. Vorrangiges Ziel des aus dem Gebiet des Départements Charente stammenden Vidal war die Neuzüchtung geeigneter Reben zur Herstellung von Cognac.
Aufgrund ihrer Winterhärte wird die Rebsorte besonders in Kanada und im Osten der USA kultiviert.
Im Vergleich zu Johanniter oder Regent ist der Vidal Blanc etwas weniger anfällig auf Falschen Mehltau; er ist aber nicht so robust wie beispielsweise Seyval Blanc und verlangt viel Pflegearbeiten im Weinberg. Wie viele interspezifische Rebsorten (dies ist ein anderer Ausdruck für die Hybridrebe) neigt auch der Vidal Blanc zu Magnesiummangel-Erscheinungen.
Der Wein ist fruchtig und recht säurebetont mit leichter Grapefruitnote und ausgeprägter Johannisbeernote (Cassis-Ton). Daher ist mit Vidal Blanc auch die Herstellung von Schaumwein möglich. Eine besondere Spezialität ist die Herstellung von Eiswein in Kanada. Wegen des Säuregehalts ist Vidal Blanc prädestiniert für Weine mit Restsüße.